# Mercedes-Benz W168
Mercedes-Benz W168 (eller Mercedes-Benz A-klass) är en personbil, tillverkad av den tyska biltillverkaren Mercedes-Benz mellan 1997 och 2004.
Modellen väckte mycket uppmärksamhet, eftersom det var en ny typ av bil som var lika kort som en småbil men samtidigt rymlig på grund av att den byggdes på höjden. För att spara plats monterades motorn på tvären och A-klassen blev den första framhjulsdrivna bilen från Mercedes-Benz. Eftersom man planerade en eldriven version byggdes bilen med dubbla golv för att skapa ett utrymme för batterier. Det gjorde att sitthöjden och bilens tyngdpunkt blev högre än i andra högbyggda bilar.
Ett stort bakslag för modellen var när den svenska motortidningen Teknikens Värld testade den i ett undanmanöverprov och bilen välte. I tysk motorpress antyddes att testet simulerade vad som händer om en älg springer ut i vägen (”älgtestet”) och underförstått att det bara var relevant i Norden. Men naturligtvis finns det även andra situationer där man kan tvingas väja för ett hinder. För att åtgärda problemet med vältningsrisken, som i grunden berodde på hög tyngdpunkt i kombination med kort hjulbas, försågs A-klassen med ett antisladdsystem som standard. Det gjorde att om bilen började sladda hjälpte bromsarna till att styra den tillbaka och ge föraren chans att återfå kontrollen. 
Versioner:
| Modell           | Årsmodell | Motor                      | Cylindervolym | Effekt | Bränslesystem           |
| ---------------- | --------- | -------------------------- | ------------- | ------ | ----------------------- |
| A140             | 1997-2004 | M166: 4-cyl radmotor ohc   | 1397 cm³      | 82 hk  | Bränsleinsprutning      |
| A160             | 1997-2004 | M166: 4-cyl radmotor ohc   | 1598 cm³      | 102 hk | Bränsleinsprutning      |
| A160 Turbodiesel | 1997-98   | OM688:4-cyl radmotor dohc  | 1689 cm³      | 60 hk  | Turbodiesel             |
| A170 Turbodiesel | 1997-98   | OM688: 4-cyl radmotor dohc | 1689 cm³      | 90 hk  | Turbodiesel             |
| A160 CDI         | 1999-2001 | OM688:4-cyl radmotor dohc  | 1689 cm³      | 60 hk  | Common rail turbodiesel |
| A170 CDI         | 1999-2001 | OM688: 4-cyl radmotor dohc | 1689 cm³      | 90 hk  | Common rail turbodiesel |
| A190             | 1999-2004 | M166: 4-cyl radmotor ohc   | 1897 cm³      | 125 hk | Bränsleinsprutning      |
| A140 Automat     | 2002-2004 | M166: 4-cyl radmotor ohc   | 1598 cm³      | 82 hk  | Bränsleinsprutning      |
| A160 CDI         | 2002-2004 | OM688:4-cyl radmotor dohc  | 1689 cm³      | 75 hk  | Common rail turbodiesel |
| A170 CDI         | 2002-2004 | OM688: 4-cyl radmotor dohc | 1689 cm³      | 95 hk  | Common rail turbodiesel |
| A210 Evolution   | 2002-2004 | M166: 4-cyl radmotor ohc   | 2098 cm³      | 140 hk | Bränsleinsprutning      |